# Бианка Мария Сфорца
Вижте пояснителната страница за други личности с името Бианка.
Бианка Мария Сфорца (на италиански: Bianca Maria Sforza, също Maria Blanca Sforza; * 5 април 1472, Милано, Миланско херцогство; † 31 декември 1510, Инсбрук, Ерцхерцогство Австрия) е чрез брак кралица на Германия и Италия, ерцхерцогиня на Австрия (1494 – 1510), императрица на Свещената Римска империя (1508 – 1510), херцогиня на Савоя като втора съпруга на император Максимилиан I.

## Произход
Бианка е най-голямата дъщеря на миланския херцог Галеацо Мария Сфорца (* 1444 † 1476) и на втората му съпруга Бона Савойска (* 1449 † 1503), дъщеря на херцог Лудвиг Савойски. Тя е кръстена на баба си по бащина линия Бианка Мария Висконти. Има двама братя и една сестра:
- Джан Галеацо Мария (* 1469 † 1494), 6-и херцог на Милано (1476 – 1493), съпруг на  Изабела Арагонска
- Ермес Мария (* 1470 † 1503), маркиз на Тортона
- Анна Мария (* 1473 † 1497), херцогиня на Ферара, Модена и Реджо като съпруга на Алфонсо I д’Есте.

Има и двама полубратя и две полусестри от връзката на баща ѝ с Лукреция Ландриани, и двама полубратя от връзката му с Лучия Марлиани.

## Биография

### Брачни преговори
Когато още няма още пет години, баща ѝ е убит в църквата „Санто Стефано“ в Милано на 26 декември 1476 г. на празника на Свети Стефан. Той е намушкан с нож от трима високопоставени служители на миланския двор.
По политически причини Бианка е обещавана за съпруга на различни владетели. На 6 януари 1474 г. е сгодена, преди още да навърши две години, за първия си братовчед херцог Филиберт I Савойски, четвърти херцог на Савоя, със зестра от 100 хил. дуката. Годеникът ѝ обаче умира през септември 1482 г. на 17-годишна възраст.
Бианка е отнета от майка ѝ през 1480 г. и заживява в Ла Рокета под настойничеството на чичо ѝ Лудовико Мавъра, който с намерението да укрепи господството си над Милано, започва преговори с различни европейски династии за брака ѝ. През 1484 – 1485 г. започват преговорите с Албрехт II Баварски.
В началото на 1485 г. унгарският крал Матяш Корвин иска ръката на Бианка за единствения си макар и незаконороден син Янош Корвин. С този брак кралят иска да осигури бъдещото наследство на сина си в Унгария и Бохемия и да го направи херцог на Австрия. На 25 ноември 1487 г. Бианка се сгодява за Янош, носи 150 хил. дуката зестра и според условията на договора получава няколко унгарски графства. Въпреки това, поради противопоставянето и интригите на кралица Беатрис Неаполитанска – съпруга на крал Матяш, която иска Янош да се сгоди за представителка на Арагонската династия, официален брак не е сключен. Внезапната смърт на краля на Унгария през 1490 г., без да се гарантира наследството на сина му на трона, кара Лудовико Мавъра да се откаже от проекта си, въпреки че Янош, след смъртта на баща си, заявява, че никога няма да се откаже от ръката на Бианка Мария.
През 1491 и 1492 г. портретите на Бианка Мария, нарисувани от Джовани Амброджо де Предис, са изпратени на краля на Шотландия Джеймс IV и на Фридрих III – курфюрст на Саксония, които искат информация за външния вид и зестратата ѝ. През 1491 г. Лудовико се опитва да организира брака ѝ с новия крал на Унгария и Бохемия Владислав II, но Владислав първо трябва да анулира двата си предишни брачни обета към вдовицата на Матяш Корвин Беатриса и към Барбара фон Бранденбург. Лудовико поставя въпроса пред папата чрез кардинал Асканио Сфорца; но през октомври 1493 г. конгрегация от кардиналите не постига никакви резултати.

### Брак с Максимилиан I
Накрая чичо ѝ Лудовико започва преговори за брак с Хабсбургите. През април 1493 г. той публично посочва бъдещия съпруг на Бианка Мария в лицето на римско-немския крал, ерцхерцогът на Австрия (1493 – 1519) – овдовелият Максимилиан I Австрийски. На 24 юни са сключени брачните договори, които фиксират за Бианка зестра от 300 хил. дуката (за престиж обаче официално са обявени 400 хил. дуката) и много богат чеиз. Лудовико Мавърът се надява на признание и на титлата херцог, потвърдена от Максимилиан, а Максимилиан – да си осигури територии в Северна Италия и финансиране за военните си разходи. Искането на Максимилиан за господство над Милано разгневява Ана дьо Божо – регентка на нейния брат краля на Франция Шарл VIII, и води до френска намеса в Италия, като по този начин слага началото на продължителните Италиански войни.
След като на 28 ноември Бианка се отказва от всичките си почести за сметка на чичо си Лудовико, на 30 ноември 1493 г. в Милано 21-годишната жена се омъжва за Максимилиан I в отсъствие на жениха (с негов представител). На сватбата тя носи корсаж „с осемдесет парчета от бижутерското изкуство, прикрепени към него, като всяко парче се състои от един рубин и четири перли“.
Два дена по-късно се сбогува в Комо с майка си, брат си и чичо си. Тя тръгва със зестрата си и с голяма свита за Инсбрук, която предизвиква голямо внимание. Сред многобройните членове на свитата са нейният съветник – дипломатът Еразмо Браска и художникът ѝ Амброджо де Предис. Спират в Комо, Беладжо, Граведона, Морбеньо, Сондрио и Бормио, и накрая прекосяват прохода Стелвио.
Бианка прекарва Коледа 1493 г. и следващите месеци в Инсбрук, където все още не е приета от съпруга си, а от тиролския ерцхерцог Сигизмунд и младата му съпруга Катарина Саксонска, с които се забавлява в танци и игри. Максимилиан е зает заради нападението на турците в Щирия и пристига в Инсбрук едва в началото на март 1494 г.

### Брачен живот и смърт
Максимилиан I не изпитва ни най-малка привързаност към съпругата си, поради което двамата нямат деца. Бракът е нещастен: малко след сключването му Максимилиан се оплаква, че Бианка може и да е по-красива от първата му съпруга херцогиня Мария Бургундска, но не и толкова мъдра. Невъзможно е младата булка да спечели привързаността на съпруга си, който я смята за твърде необразована, приказлива, наивна, прахосническа и небрежна. Той иска да има деца от нея, но всичките им опити се провалят: въпреки няколкото ѝ бременности нито едно дете не се ражда живо. Бианка много харесва доведените си деца Филип Красивия и Маргарита, но е критикувана, че е забравила достойнството си, когато е седнала на пода, за да си играе с тях.
За да отбележи брака им, Максимилиан кара да украсят Нойер Хоф в Инсбрук с Goldenes Dachl (Златен покрив) – ложа, чийто блестящ покрив е съставен от над 2500 малки позлатени медни керемиди. Необичайно е, че императорът иска да бъде изобразен с двете си съпруги – Бианка Мария Сфорца и предишната, любимата и никога забравена Мария Бургундска.
След 1500 г. той губи всякакъв интерес към Бианка. Младата императрица не участва в политическия живот и предпочита да живее със собствен двор от миланци в различни замъци в Тирол. На няколко пъти съпругът ѝ я остава като залог, когато не може да плаща за стаите при пътуванията си. Изглежда също, че той я кара да живее в състояние на оскъдица, но това може да се свърже с обвинението за прахосничество, насочено към нея и приближените ѝ, и на първо място срещу фаворитката Виоланта Каими, която влече кралицата към прекалено прахоснически живот, плете интриги и показва политически амбиции, докато през 1496 г. не изпада в немилост пред нея.
Нейният брак има за цел единствено да спечели Максимилиан I за съюзник на чичо ѝ Лудовико Сфорца. Политическото ѝ влияние върху Максимилиан I обаче е нищожно. Освен това тя не харесва чичо си Лудовико и е подкрепена в това от Каими, която плете интриги с неаполитанския посланик Джироламо Венти. Бианка все пак дава на херцога новини и съвети и през критичните 1499 – 1500 г. работи с краля за военна помощ за Сфорца срещу французите. След залавянето на Лудовико тя се погрижва да завладее херцогския трезор възможно най-скоро. По време на войната с швейцарците през 1499 г., когато трябва да остане в Брайзах, от нейно име са издадени заповеди и прокламации; обаче в решаващия момент град Базел отказва да се подчини.
От 1500 г. нататък Бианка се споменава само във връзка с частни финансови дела. Тя не присъства и на прокламацията на Максимилиан за „избран император“ на Свещената Римска империя на 4 февруари 1508 г. в Тренто, което я прави императрица.
Бианка-Мария умира на 31 декември 1510 г. в Инсбрук на 38-годишна възраст. Погребана е в княжеската гробница в манастира Щамс западно от Инсбрук. Максимилиан I е във Фрайбург и не присъства на погребението ѝ, като се връща се в Инсбрук едва през юни 1511 г. Той дори не ѝ посвещава надгробен камък.

По-голямата част от наследството ѝ, включително известният черен молитвеник (съставен от фламандски художници за баща ѝ през 1470 г.), става притежание на Максимилиан I, а малка част е върната на Висконти.
- Изображения на Бианка Мария
- Потрет от Амброджо де Предис (ок. 1493)
- Портрет от Бернхард Штригел (ок. 1505/1510 г.)
- Люнет с императрица Бианка Мария в Дворец „Алтелани“ в Милано (нач. на 16. век), вероятно от Бернардино Луини.
- Бронзова статуя в дворцовата църква в Инсбрук